# Andrew Plummer
Andrew Plummer (* 23. September 1697 oder 1698; † 16. April 1756 in Edinburgh) war ein schottischer Mediziner und Chemiker. Er war von 1726 bis 1755 Professor für Chemie an der University of Edinburgh.

## Leben und Werk
Andrew Plummer war der Sohn von Gavin Plummer, einem Kaufmann und Stadtrat und Schatzmeister seiner Gemeinde, und dessen Frau Elisabeth. Andrew hatte drei Geschwister, Joannet, Elisabeth und Jean, die mit ihm alle innerhalb von vier Jahren auf die Welt kamen.
Plummer besuchte das Arts curriculum of the University of Edinburgh von 1712 bis 1717, machte aber dort keinen Abschluss. Dann begann er seine medizinische Ausbildung in Edinburgh, beendete sie aber in Leyden. So immatrikulierte er sich am 5. September 1720 für ein Medizinstudium an der Universität von Leyden (Niederlande). Sein Studium beendete Plummer mit einem medizinischen Abschluss in Leyden am Donnerstag, den 23. Juli 1722. Der Titel seiner Promotionsarbeit lautete Dissertatio medica inauguralis de phthisi pulmonali à catarrho orta.
Er kehrte am 25. Februar 1724 nach Schottland zurück und bestand sein Examen am Royal College of Physicians of Edinburgh. Diese Qualifikation war unbedingt notwendig, um als Arzt in Edinburgh zu praktizieren. Am 3. November 1724 wurde er zusammen mit den Ärzten Andrew Sinclair (1726–1757), John Innes (1726–1755) und John Rutherford als Mitglied am Royal College aufgenommen.
Plummer, Rutherford, Sinclair und Innes erwarben am Ende des Robertson’s Close etwa 100 Meter von der Universität entfernt ein Haus, in dem sie Vorträge hielten und ein Laboratorium etablierten.
In der Chemie schuf er Überlegungen über anziehende und abstoßende Kräfte, die bei der Entstehung chemischer Körper beteiligt seien (chemische Affinität). Diese Ideen hatten Einfluss auf seine Nachfolger William Cullen und Joseph Black.

## Plummer´s pills
Er entwickelte die sogenannten „Plummers Pillen“ („Plummer´s pills“), eine Mischung aus Kalomel und Antimonsulfid mit Guajak. Die Pillen wurden ursprünglich zur Behandlung von Psoriasis verwendet, später dann auch zur antisyphilitischen Therapie.
In dem The Book of Health. A compendium of domestic medicine. (London, 1828) findet sich eine Anleitung für die Zubereitung der Plummer´s pills. Folgende Rezeptur wird beschrieben:

„(…) Dr Plummer´s pills.- Take of calomel, fifteen grains; precipitate sulphurate of antimony, fifteen grains; gum guaiacum, half a drachm: rub them in a mortar together for ten minutes, then, with a little conserve, form then into fifteen pills. On to be taken every night and morning.(…)“

## Werke (Auswahl)
- Dissertatio medica inauguralis de phthisi pulmonali à catarrho orta. 1722, OCLC 14334005.
- Remarks on chemical solutions and precipitations. G. Hamilton and J. Balfour, Edinburgh 1754.
- Experiments on neutral salts, compounded of different acid liquors, and alcaline salts, fixt and volatile. G. Hamilton and J. Balfour, Edinburgh 1754.